# Jura-Nord vaudois
Jura-Nord vaudois (fr. District du Jura-Nord vaudois, niem. Bezirk Waadtländer Jura Nord) – okręg w zachodniej Szwajcarii, w kantonie Vaud. Siedziba administracyjna okręgu znajduje się w mieście Yverdon-les-Bains. 

## Podział administracyjny
Okręg składa się z 73 gmin (commune) o powierzchni 701,13 km² i o liczbie mieszkańców 94 477.
| Agiez               | Corcelles-près-Concise | Lignerolle            | Sergey                 |
| Arnex-sur-Orbe      | Cronay                 | Mathod                | Suchy                  |
| Ballaigues          | Croy                   | Mauborget             | Suscévaz               |
| Baulmes             | Cuarny                 | Molondin              | Tévenon                |
| Bavois              | Démoret                | Montagny-près-Yverdon | Treycovagnes           |
| Belmont-sur-Yverdon | Donneloye              | Montcherand           | Ursins                 |
| Bioley-Magnoux      | Ependes                | Mutrux                | Valeyres-sous-Montagny |
| Bofflens            | Fiez                   | Novalles              | Valeyres-sous-Rances   |
| Bonvillars          | Fontaines-sur-Grandson | Onnens                | Valeyres-sous-Ursins   |
| Bretonnières        | Giez                   | Orbe                  | Vallorbe               |
| Bullet              | Grandevent             | Orges                 | Vaulion                |
| Chamblon            | Grandson               | Orzens                | Villars-Epeney         |
| Champagne           | Juriens                | Pomy                  | Vugelles-La Mothe      |
| Champvent           | L’Abbaye               | Premier               | Vuitebœuf              |
| Chavannes-le-Chêne  | L’Abergement           | Provence              | Yverdon-les-Bains      |
| Chavornay           | La Praz                | Rances                | Yvonand                |
| Chêne-Pâquier       | Le Chenit              | Romainmôtier-Envy     |                        |
| Cheseaux-Noréaz     | Le Lieu                | Rovray                |                        |
| Concise             | Les Clées              | Sainte-Croix          |                        |

## Zmiany administracyjne
- 1 stycznia 2005
  - przyłączenie gminy Arrissoules do gminy Rovray
- 1 stycznia 2008
  - przyłączenie gmin Gossens i Mézery-près-Donneloye do gminy Donneloye
- 1 lipca 2011
  - przyłączenie gminy Gressy do miasta Yverdon-les-Bains
  - utworzenie gminy Tévenon z gmin Fontanezier, Romairon, Vaugondry i Villars-Burquin
- 1 stycznia 2012
  - przyłączenie gmin Essert-sous-Champvent i Villars-sous-Champvent do gminy Champvent
  - przyłączenie gminy Prahins do gminy Donneloye
- 1 stycznia 2017
  - przyłączenie gmin Corcelles-sur-Chavornay i Essert-Pittet do gminy Chavornay